# Kazachska Autonomiczna Socjalistyczna Republika Radziecka
Kazachska Autonomiczna Socjalistyczna Republika Radziecka, Kazachska ASRR (kaz. Қазақ Автономиялы Кеңестік Социалистік Республикасы) – republika autonomiczna w Związku Radzieckim, istniejąca w latach 1920–1936, wchodząca w skład Rosyjskiej Federacyjnej Socjalistycznej Republiki Radzieckiej.
Kazachska ASRR została utworzona w sierpniu 1920 r. pod nazwą Kirgiska Autonomiczna Socjalistyczna Republika Radziecka, w owym czasie bowiem Kirgizami określano Kazachów, zaś właściwych Kirgizów nazywano Kara-Kirgizami. Tworzenie autonomicznych obszarów dla mniejszości narodowych było elementem prowadzonej zwłaszcza w początkowym okresie istnienia ZSRR polityki korienizacji, tj. przyznawania autonomii nierosyjskim narodom dawnego Imperium, dyskryminowanym i rusyfikowanym przez carat. W 1925 r. republikę przemianowano na Kazachską ASRR. 5 grudnia 1936 r. zmieniono status republiki i jako Kazachska Socjalistyczna Republika Radziecka stała się ona bezpośrednio republiką związkową ZSRR.
W ramach Kazachskiej ASRR w latach 1925–1932 istniał Karakałpacki Obwód Autonomiczny, jednak w 1932 r. zmieniono jego status i jako Karakałpacka ASRR wszedł on bezpośrednio na cztery lata w skład Rosyjskiej FSRR a następnie w skład Uzbeckiej SRR. Po ogłoszeniu niepodległości przez Uzbekistan (31.8.1991 r.) nadal pozostaje republiką autonomiczną.
 Informacje nt. położenia, gospodarki, historii, ludności itd. Kazachskiej Autonomicznej Socjalistycznej Republiki Radzieckiej znajdują się w: artykule poświęconym Kazachstanowi